# François de Maucroix
François de Maucroix, né à Noyon (Picardie) le 7 janvier 1619 et mort à Reims le 9 avril 1708, est un poète et traducteur français.

## Biographie
C'est un ami de longue date de La Fontaine, ils auraient été condisciples à Château-Thierry; il monte à Paris pour suivre des études de droit, il prépare l'entrée au barreau mais se prend d'intérêt pour les lettres. Il entre au service de Monsieur de Joyeuse en tant que jurisconsulte, poète, musicien, précepteur de sa fille Henriette.
Se lançant dans la politique il prit le parti de la fronde. Il lança un trait pour Mazarin
Un homme que le sort a tiré de la boue
Que son propre pays lui-même désavoue
 
Il est ordonné prêtre, et au printemps 1647, il achète une prébende de canonicat. Il restera chanoine à Reims jusqu'à sa mort. Ce qui ne l'empêche pas d'être un homme de salon. En 1661, Nicolas Fouquet l'envoie en mission à Rome pour tenter de rapprocher le roi et le pape. La disgrâce de Fouquet met fin à cette mission.
En 1681, il est député du clergé à l'assemblée convoquée par le roi, il en sera le secrétaire général, pour régler l'Affaire de la régale.
Il accomplit un grand travail de traduction : Cicéron, Démosthène, Platon, les Homélies de saint Jean Chrysostome et se trouvait dans les groupes des Anciens.
La Fontaine et Maucroix se sont influencés réciproquement, et c'est à lui que La Fontaine adresse la première fable du livre III, Le Meunier, son fils et l'âne. Il devient avocat, et, en 1685, paraissent les Ouvrages de Prose et de Poësie des SSrs de Maucroy et de La Fontaine.

## Extraits
CHANSON DE LA FONTAINE POUR M. MAUCROIX
Tandis qu’il était avocat,
Il n’a pas fait gain d’un ducat ;
Mais vive le canonicat !
Alleluia !
Il lui rapporte force écus
Qu’il veut offrir au dieu Bacchus,
Ou bien en faire des cocus !
Alleluia !
— La Fontaine, Poésies diverses
Maucroix a contribué à donner de La Fontaine l'image d'un « bon garçon » un peu mou :
La Fontaine est un bon garçon,
Qui n'y fait pas tant de façon.
Il ne l'a point fait par malice.
Belle paresse est tout son vice...

Au cardinal Barberin :

Ci-git un fou qui porta mitre
Qui fit enrager son chapitre
Et son clergé diocésain.
Dieu nous garde d'un tel maître!
Jamais home ne fut si vain
Et n'eut si peu sujet de l'être.
Épitaphe due aux relations tendues que le cardinal eut avec le chapitre de Reims.

## Controverse
Contrairement à la légende, il n'a sans doute pas été le condisciple de La Fontaine à Château-Thierry. Pierre Clarac fait remarquer que, vers 25 ans, alors qu'ils font partie des nobles chevaliers de la Table ronde, cercle de robins qui se rencontraient vers 1646 pour se lire leurs vers et discuter sur maint sujet, « Maucroix, qui tutoie Pelisson et Cassandre, dit encore vous à La Fontaine ». Selon cet auteur, ils ne se seraient connus qu'à la Table ronde.

## Son œuvre
- Des poèmes et des traductions, publiés en 1685 dans les Ouvrages de Prose et de Poësie des Sieurs de Maucroy et de La Fontaine par Barbier.
- Œuvres diverses (Tome 1, poésie) publiées par Louis Paris (1854) et réimprimées par Slatkine (Genève, 1971)
- Œuvres diverses (Tome 2, correspondance) publiées par Louis Paris (1854) et réimprimées par Slatkine (1971)
- Sa Correspondance, publiée en 1854.